# Yiran Xingrong

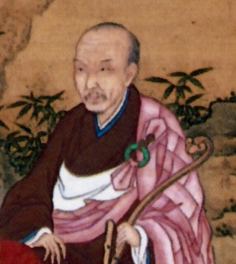
Yiran Xingrong

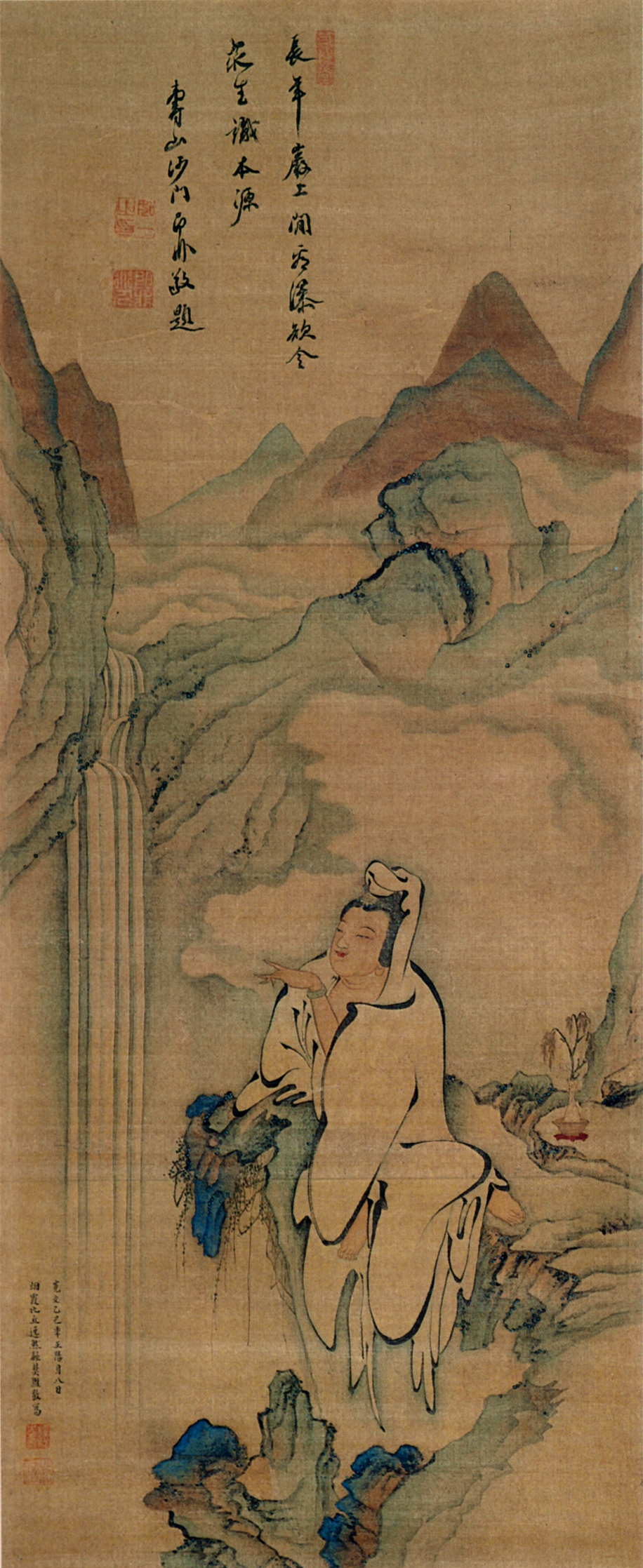
Kannon

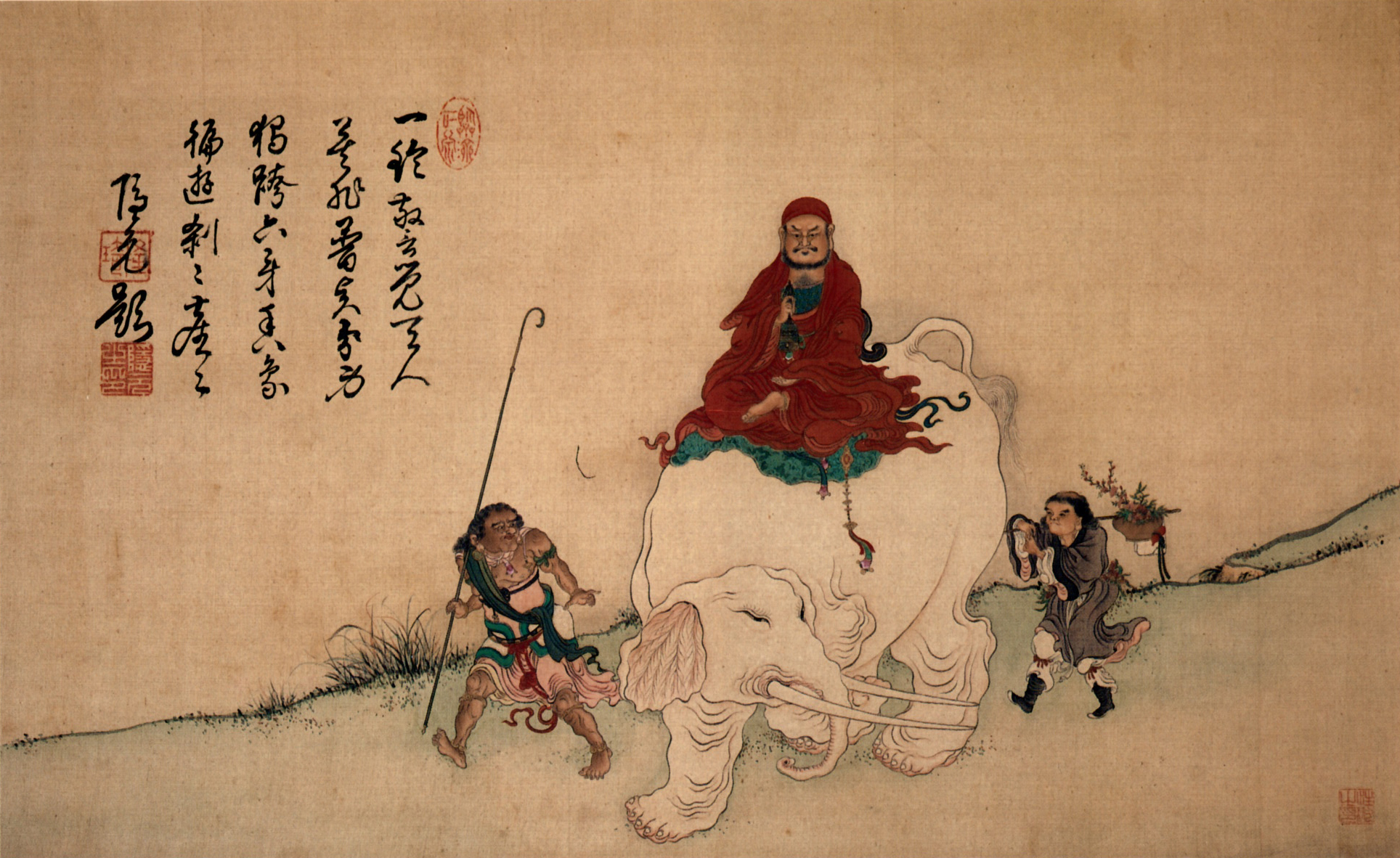
Bodhidharma

Yiran Xingrong (chinesisch 逸然性融, japanisch Itsunen Shōyū gelesen; geboren 28. August 1601 in China; gestorben 1. August 1668 in Japan) war ein chinesischer Geistlicher, der in Japan auch als Maler wirkte.

## Leben und Wirken
Yiran Xingrong kam im 1. Jahr Shōhō (1644) nach Nagasaki. Er wurde 3. Oberpriester des Tempels Kōfuku-ji in Nagasaki der Ōbaku-Richtung des Buddhismus. Dort arbeitete er hart daran, den chinesischen Gelehrten Yin-Yüan Lung-Ch'i (1593–1673) – japanisch „Ingen Ryūki“ gelesen – zu bewegen, nach Japan zu kommen. Dieser blieb in Japan bis zu seinem Lebensende als Abt des von ihm gegründeten Klosters in Uji, das ebenfalls die Obaku-Lehre lehrte.
Wie viele Obaku-Mönche vermittelte Xingrong neben seiner Lehrtätigkeit auch die Kunst von Gemälden im chinesischen Beizong-Stil (北宗-画風) aus dem Ende der Ming-Dynastie. Zu seinen Schülern gehörten die Maler Watanabe Shuseki (渡辺 秀石) und Kawamura Jakushi (河村 若芝), die so zu Begründern der chinesischen Malerei in Nagasaki wurden. 
Yiran führte den Künstlernamen Lang’yun’an (浪雲庵). Zu seinen Werken gehören neben den abgebildeten unter anderem „Bodhidharma“ (達磨像) und „Kannon“ (観音図).